# Sternopygus arenatus
Sternopygus arenatus är en fiskart som först beskrevs av Joseph Fortuné Théodore Eydoux och Souleyet, 1850.  Sternopygus arenatus ingår i släktet Sternopygus och familjen Sternopygidae. Inga underarter finns listade i Catalogue of Life.